# Fokida
Die zentralgriechische Landschaft Fokida (neugriechisch Φωκίδα, dt. auch Fokis oder Phokis) bildet einen der fünf Regionalbezirke der griechischen Region Mittelgriechenland. Hauptort ist die Stadt Amfissa, zugleich die größte Stadt des Regierungsbezirks. Das Gebiet Fokidas gehörte seit Gründung des modernen Griechenland 1828 zum Staatsgebiet, wurde aber erst 1899–1909 und dauerhaft ab 1943 eine eigenständige Präfektur. Dabei untergliederte es sich in die beiden Provinzen (Ez. gr. eparchia) Dorida (Doris) und Parnassida (Parnassis). 1997 wurden die Städte und Dörfer Fokidas zu zwölf Gemeinden zusammengefasst. Mit der griechischen Verwaltungsreform wurden die Kompetenzen der Präfektur an die Region Mittelgriechenland und die durch Zusammenschluss gebildeten Gemeinden Dorida und Delfi übertragen, die ungefähr den Gebieten der beiden 1997 abgeschafften Provinzen entsprechen. Seither entsendet der Regionalbezirk Fokida drei Abgeordnete in den mittelgriechischen Regionalrat, hat darüber hinaus aber keine politische Bedeutung.

## Geographie
Die Landschaft Fokida befindet sich in der Mitte des südlichen Festlands von Griechenland und bildet eine Küstenlinie im Süden mit dem Ostteil des Golfs von Korinth östlich der Meerenge von Rio-Andirrio und westlich des Isthmus von Korinth. Im Westen grenzt Fokida an Ätolien-Akarnanien, im Norden an Fthiotida und im Osten an Böotien.
Landschaftlich wird Fokida dominiert durch die hohen Gebirgszüge des Giona (einem der fünf griechischen Berge mit einer Höhe von mehr als 2500 m ü. d. M.) und des Parnass (Parnassos; Höhe 2455 m ü. d. M.). Das Parnassos-Massiv teilt Fokida in zwei Teile. Der Süden und Osten des Bezirks sind ohne Waldbewuchs und vorwiegend steinig und felsig im Charakter. Das Tal, welches vom Golf von Korinth und der Kleinstadt Itea nach Norden nach Amfissa zieht, ist demhingegen durchgängig landwirtschaftlich genutzt. Grün- und Waldflächen finden sich in Fokidas Westen, Norden und im zentralen Teil des Regionalbezirks.
Im Westen Fokidas in Richtung Ätolien-Akarnanien und Nafpaktos im Landesinneren gelegen ist der Mornos-Stausee eine dominierende Marke der Landschaft. Der Mornos-Staudamm staut den Fluss Mornos, welcher in den Golf von Korinth fließt, zu einem 1 bis 3 km² großen Stausee auf. Der Stausee wurde in den 1960er Jahren fertiggestellt.

## Geschichte
Zur Geschichte der Gegend im Altertum siehe Phokis.

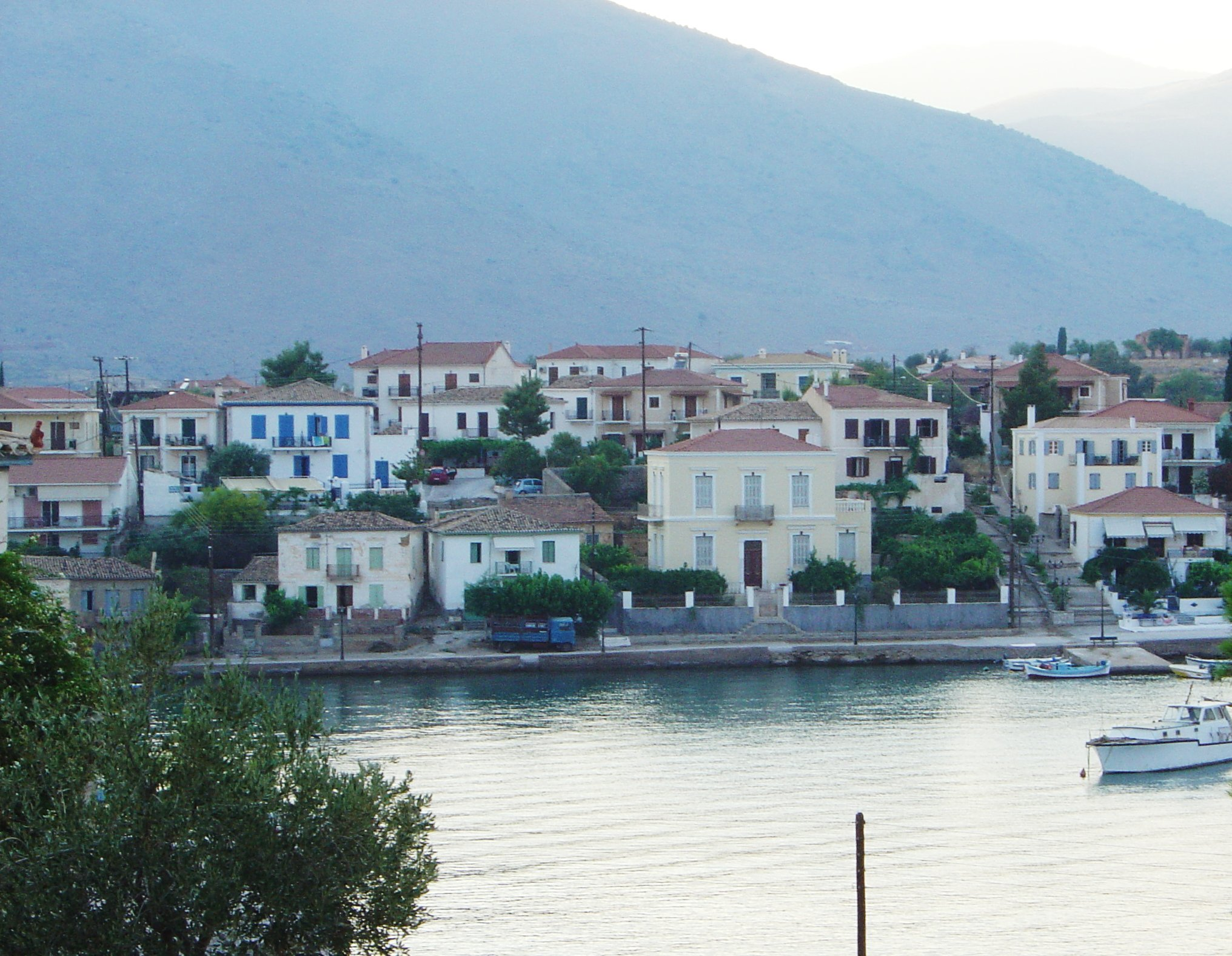
Hafen von Galaxidi

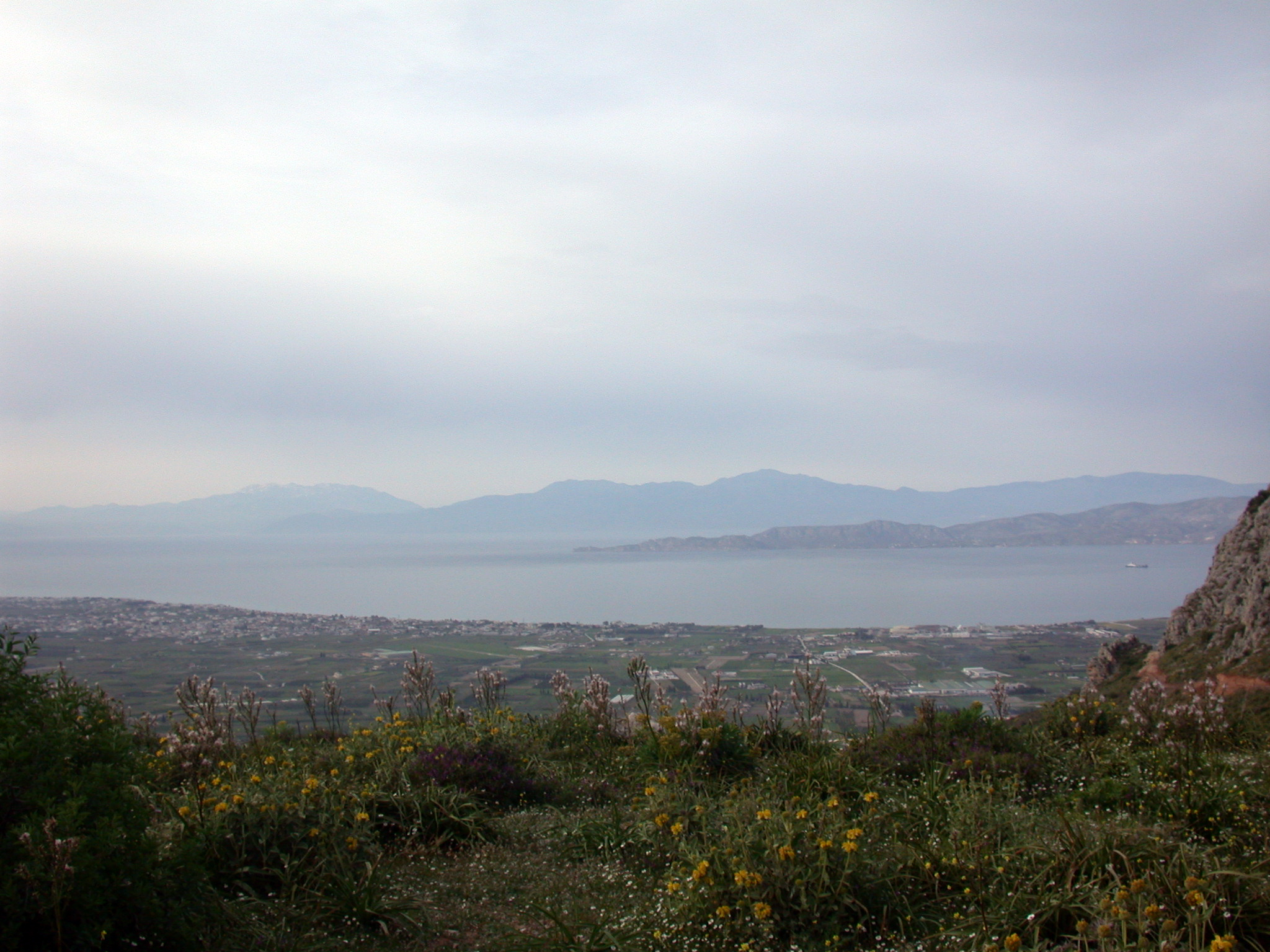
Das Parnassos-Gebirge (rechts) und das Giona-Gebirge (links) von der Peloponnes aus gesehen

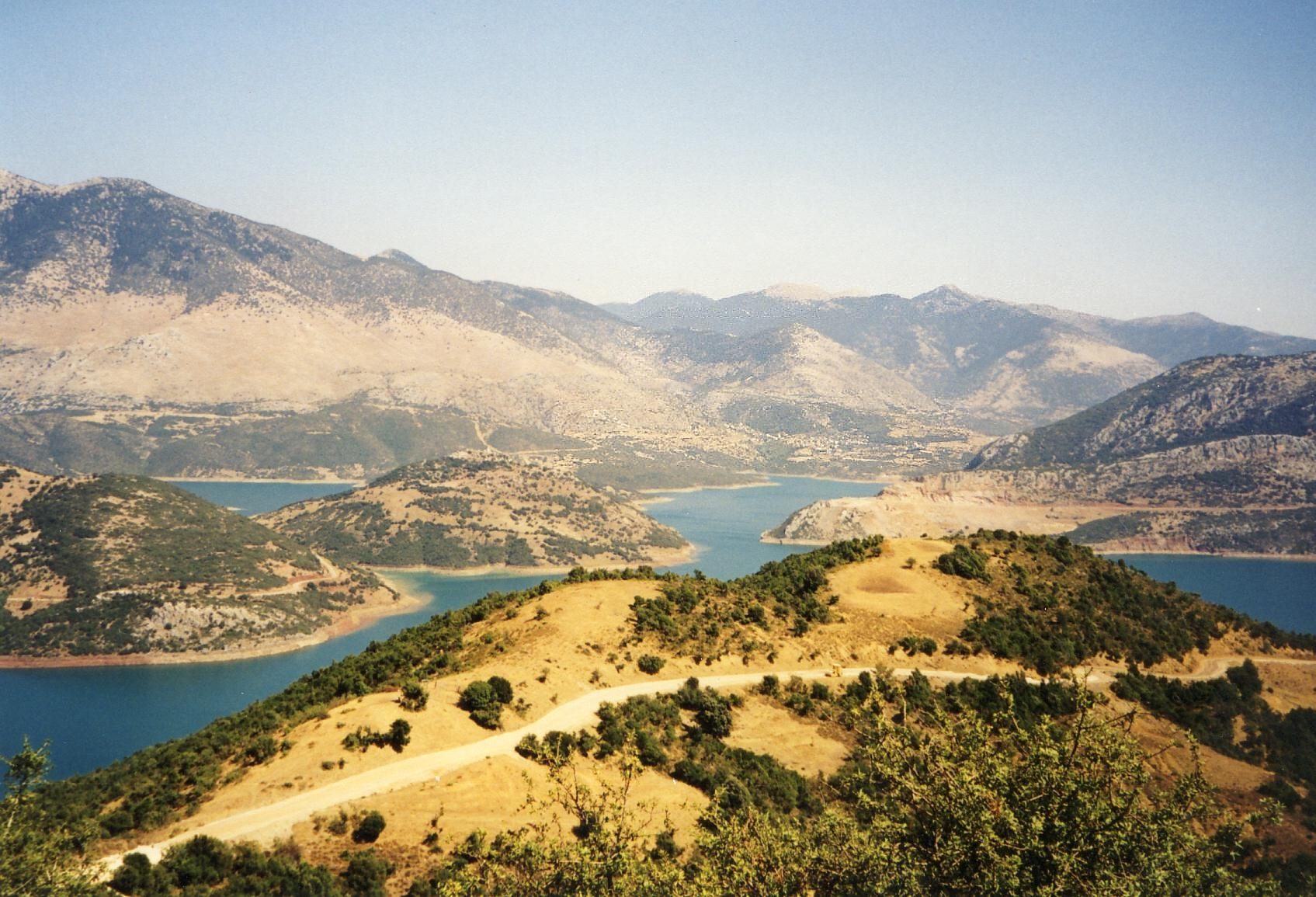
Blick auf den Mornos-Stausee aus Nordwesten (Ortschaft Lidoriki)

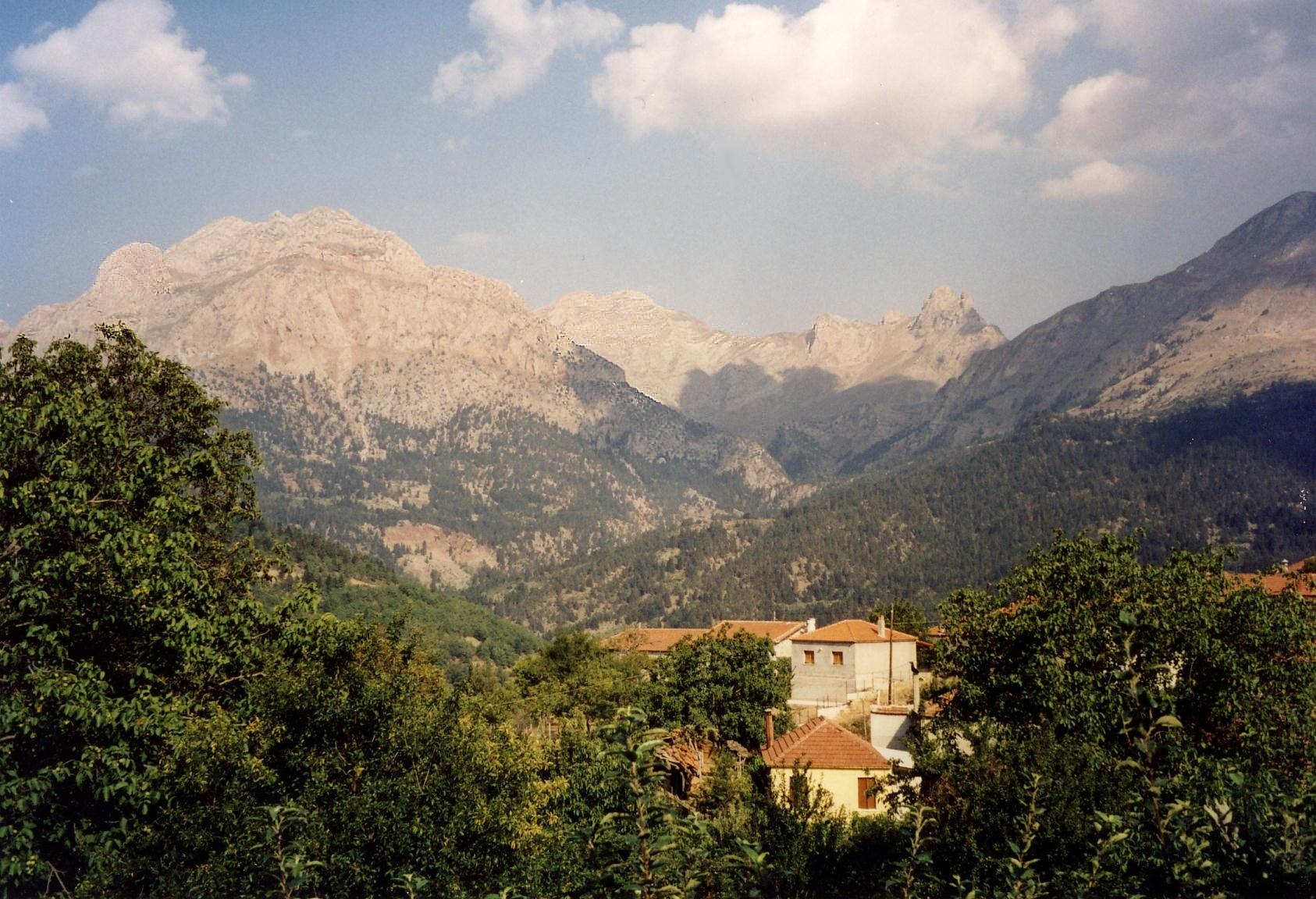
Blick auf den Gipfel Korakas des Berges Vardousia vom Dorf Artotina aus

Wie das übrige Griechenland fiel Phokis (Fokida) zwischen 1400 und 1453 n. Chr. unter die Herrschaft des Osmanischen Reiches und blieb bis zum Ausbruch des griechischen Unabhängigkeitskampfes 1821 unter osmanischer Kontrolle. Mehrere Personen aus Fokida nahmen am griechischen Unabhängigkeitskrieg gegen die osmanische Besatzung von 1821 bis 1829 teil: Salonon Isaiah, Athanasios Diakos, Androutsos, Panougias, Diobouniotis, Trakas, Gouras, Mitropoulos. Am 10. April 1821 wurde die Burg von Amfissa erobert, was auch heute noch mit einem Volksfest gefeiert wird.
Während des Zweiten Weltkriegs unter italienischer und deutscher Besatzung (1941–1944) wurde die Region von Fokida Schauplatz mehrerer Strafaktionen der Besatzungsmächte in Form von Niederbrennungen von Dörfern wie Agia Efthimia, Vounichora und Segditsa sowie Exekutionen. Diese Strafaktionen gründeten sich auf die starke Partisanenaktivität, welche durch die gebirgige Landschaft stark begünstigt wurde. Fokida war auch Schauplatz im Griechischen Bürgerkrieg von 1946 bis 1949.

## Wirtschaft
Die Wirtschaft Fokidas basiert zu einem auf der Landwirtschaft. Der Olivenanbau und die Imkerei sind zwei wichtige landwirtschaftliche Bereiche. Des Weiteren werden Fischfarmen und Viehzucht betrieben. Fokida weist Bauxit-Vorkommen auf, welche abgebaut werden.

## Verkehr
Fokida wird von zwei Nationalstraßen Griechenlands durchzogen.
- Die Nationalstraße 48 führt von Andirrio in Ätolien-Akarnanien im Westen über Nafpaktos nach Fokida hinein. Sie verläuft im Wesentlichen entlang der Küstenlinie des Gebiets und verbindet somit die wichtigsten Ortschaften von Fokida wie Galaxidi, Itea und Amfissa. Bei Itea ändert die Nationalstraße 48 ihren Verlauf von West nach Ost und schwenkt nach Norden. Nach der Passage von Amfissa führt sie weiter ins böotische Livadia. Dort endet sie an der Nationalstraße 3 (Europastraße 65). Die Nationalstraße 48 wurde in Teilen zwischen Eratini und Chrisso neu trassiert.
- Die Nationalstraße 27 führt von Amfissa in Richtung Norden nach Lamia und kreuzt dort nach dem Zwischenpunkt Bralos die Autobahn 1 (Europastraße 75) von Thessaloniki nach Athen.

Über eine Anbindung an das griechische Eisenbahnnetz verfügt das Gebiet nicht, ebenso wenig gibt es einen Flughafen auf dem Gebiet von Fokida. Seehäfen mit allerdings geringer wirtschaftlicher Bedeutung sind Itea und Galaxidi.

## Sehenswürdigkeiten
Sehenswürdigkeiten Fokidas sind
- Delphi
- Archäologisches Museum Amfissa
- Byzantinische Kirche Hg. Sotiros in Amfissa
- Marinemuseum in Galaxidi
- Antike Mauern von Lilaia beim heutigen Lilea
- Parnass-Gebirge mit Skizentrum
- Giona-Gebirge
- Oiti-Gebirge
- Vardousia-Gebirge
- Hafen von Itea
- Mornos-Stausee
- Volkskunde-Museum in Agoriani
- Kloster des Propheten Elias (Profitis Ilias)
- Burg von Amfissa

## Persönlichkeiten
- Giannis Skarimpas (* 28. September 1893 in Agia Efthymia; † 21. Januar 1984) – Schriftsteller
- Eleni Karaindrou (* 25. November 1941 in Tichio Doridas) – Komponistin